# Анастасиос Папаконстантину
Анастасиос Папаконстантину (на гръцки: Αναστάσιος Παπακωνσταντίνου) е гръцки банкер, общественик и политик, кмет на Лерин.

## Биография
Роден е в 1885 година в Лерин, тогава в Османската империя, днес Флорина, Гърция. Баща му е свещеникът и андарт Константин Нередски, убит от български четници в 1900 година. След като майка му остава вдовица, братът на Константин Нередски Йоанис Зисис я приема в новопостроената си в 1922 година къща заедно с двамата ѝ сина – Атанасиос и брат му Стефанос Папаконстантину, адвокат.
Анастасиос Папаконстантину е френски образован, венизелист. В продължение на много години, до смъртта си, той е директор на клона на Банката на Гърция в града.
След като Лерин попада в Гърция в 1912 година, Папаконстантину е негов кмет в периода 1917 – 1919 година. Според някои източници е преизбран в 1919 година за кмет на Лерин, но е наследен на поста от Михаил Досиу на 20 август 1919 година.
Умира в 1935 година.